# Domenico Michelesi
Domenico Michelesi (1735-1773) fue un eclesiástico y escritor de Italia.

## Biografía
Michelesi nació en Ascoli y siguió la carrera sacerdotal, habiendo sido elegido secretario de los prelados Caprara y Trojecto Carafa quienes después fueron ungidos de la púrpura romana, y los deberes de su cargo habiéndole puesto en conexión con muchos personajes ilustres así de Italia como el extranjero, ayudaron a que fuese conocida su agudeza e ingenio.
Michelesi llamado por Federico II el Grande, a quien había ofrecido la oda del conde Francesco Algarotti, queriendo Federico que el mausoleo de este se alzase a su costa, como en efecto se realizó y con mucha capacidad bajo la dirección de Carlo Bianconi (1732-1802) en el camposanto de la ciudad de Pisa, se desplazó Michelesi a la Corte de Berlín; mas se mantuvo muy poco en ella, porque  fue víctima de la baja  envidia de algunos paisanos suyos, que disfrutaban del favor de aquel príncipe (las obras completas de Algarotti fueron impresas en Livornia en 1763-65, 8 vols. in-8º, donde fueron traducidas del italiano al francés bajo la dirección del abad Michelesi, Louis Alexandre Berthier y revisadas por el famoso filósofo Jean-Bernard Merian (1723-1807), Berlín, 1772, 8 vols., reeditada en Venecia en 17 vols, Venecia, Carlo Palese, y en la obra junto a Michelesi el hábil grabador Raffaello Morghen (1761-1833)).
Michelesi pasó a Suecia, donde el rey Gustavo III de Suecia le colmó de homenajes, y como Michelesi dominaba perfectamente muchas lenguas, aprendió con tanta holgura el sueco, que  a los seis meses se encontró en disposición de traducir a la lengua sueca los amores de Hero y Leandro y las cartas de Ovidio, y poco después de haber sido nombrado individuo de la Academia de Ciencias falleció en Estocolmo en 3 de abril de 1773.  
Michelesi dejó una obra sobre la revolución de 1772 de la historia de Suecia (en inglés la escribió Charles Francis Sheridan (1750-1806) «A history of the late revolution in Sweden:..», London, 1778) y se dio la agitación cuando al regreso de Gustavo III a  su patria a la muerte de su padre,  estando en mal estado el gobierno por las facciones y el espíritu de libertad envilecido y todos los derechos trastocados,  hizo Gustavo III comprender al ejército que se precisaba un cambio, sustentando la libertad de los suecos, y confinando al Senado rodeado por sus tropas, presionó a los senadores a firmar una constitución que restituía la autoridad real secundado por el pueblo, comprometiéndose el rey a custodiar los derechos del pueblo (Gustavo III fue asesinado en un baile por un caballero en el momento en que fraguaba ponerse al frente de  ejércitos extranjeros para ir a  desmantelar la Revolución francesa).

## Obras
- Laudatio in funere serenissimi principi Marci Fuscarenni,..., Venecia, 1763.
- Ad Clemetem Principem augusti III, 1769.
- Memorie intorno alla vita ad agli scriptii del conte Francesco Algarotti, Vnecia, 1770.
- Vasiciolti a S.A. R. Maria Antonietta,..
- Gustavi III,...., Berlín, 1772.
- Per l'ordine di Wasa,..., 1772.
- Carteggio del principe reale, ora Redi Suezia,..., Venecia, 1773.
- Sur la révolution arrivée en Suéde, Greifsvald, 1773.
- Operette in prosa ed in verso composte in Suezia
- Otras